# تعدد الآلهة

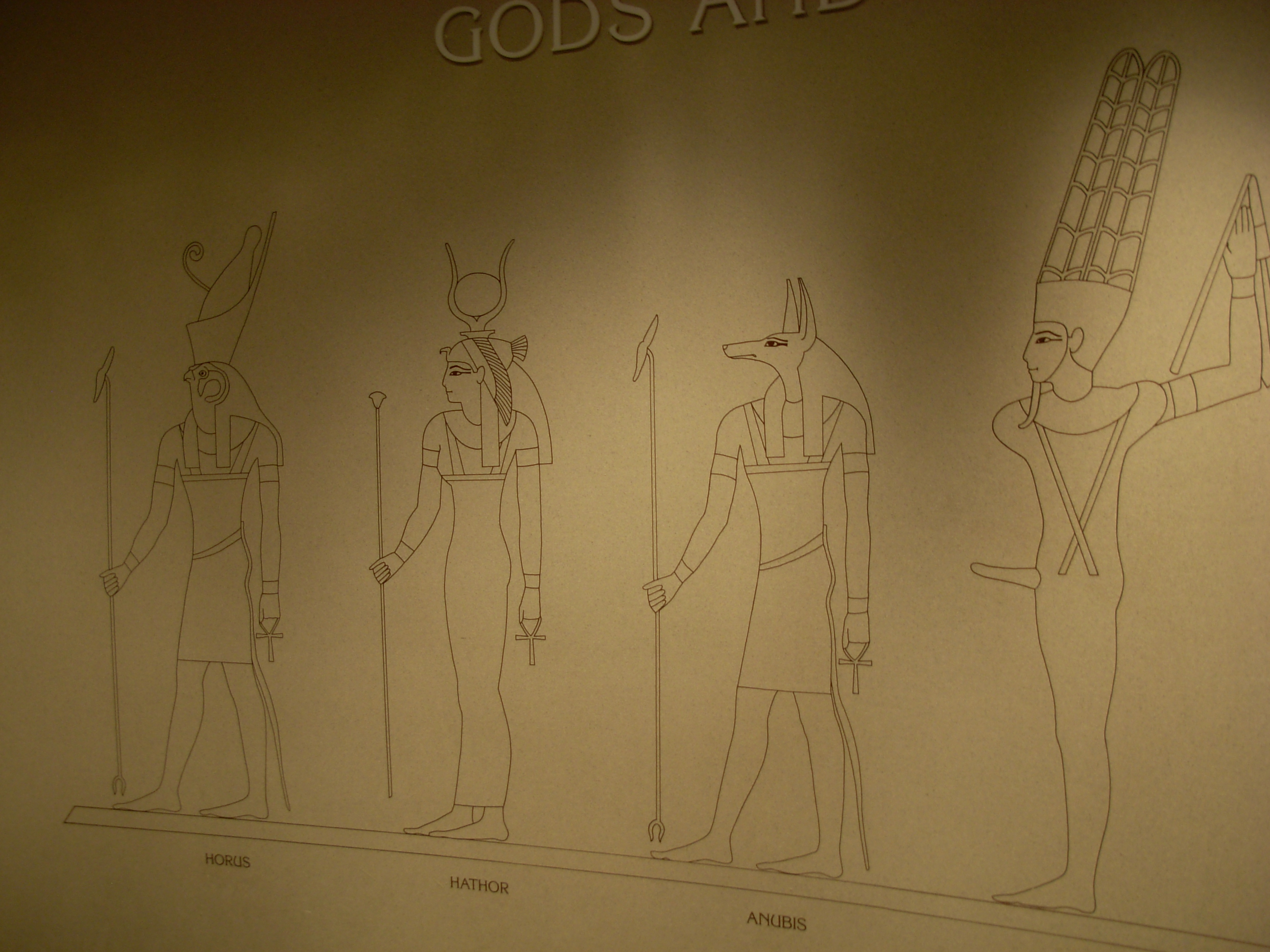
الآلهة المصرية في متحف كارنيغي للتاريخ الطبيعي

تعدد الآلهة هو مصطلح يشير إلى الإيمان بآلهة متعددة وهو عكس معنى التوحيد الإلهي، من حيث تعدد الأرباب، وهو اعتقاد أن ثمة قوة متصرفة في الكون بالخلق والتدبير ولكن بإلهين أو أكثر، أو قد يكون تعدد الآلهة هو صرف العبادة أو نوع من أنواعها.
كان تعدد الآلهة هو الشكل النموذجي للدين قبل تطور وانتشار الديانات الإبراهيمية (اليهودية والمسيحية والإسلام) التي تدعو إلى التوحيد. تم توثيقه جيدًا عبر التاريخ بدءًا من عصور ما قبل التاريخ وأقدم السجلات للديانة المصرية القديمة وديانة بلاد ما بين النهرين القديمة إلى الأديان السائدة خلال العصور القديمة الكلاسيكية مثل الديانة اليونانية القديمة والدين الروماني القديم وفي الأديان العرقية كالجرمانية والسلافية والوثنية البلطيقية وديانات الأمريكيين الأصليين.
تشمل الأمثلة المعاصرة للديانات الشركية كل من: الطاوية و الشينية [الإنجليزية]
 أو الديانة الشعبية الصينية والشنتو اليابانية والسانتيرية ومعظم الديانات الأفريقية التقليدية ومختلف الديانات الوثنية الجديدة مثل الويكا. لا يمكن تصنيف الهندوسية التي غالبًا ما يتم تعريفها على أنها ديانة متعددة الآلهة على هذا النحو، حيث يعتبر بعض الهندوس أنفسهم مؤمنين بوحدة الوجود والبعض الآخر يعتبرون أنفسهم موحدين. يجد كلا الفريقين الدعم في النصوص الهندوسية حيث لا يوجد إجماع على توحيد العقيدة. تقدم فيدانتا (المدرسة الأكثر هيمنة في الهندوسية) مزيجًا من التوحيد والشرك، معتبرة أن براهمان هو الحقيقة المطلقة الوحيدة للكون، ومع ذلك يمكن الوصول إلى الوحدة معه من خلال عبادة آلهة متعددة.